# Hendrick Theyanoguin

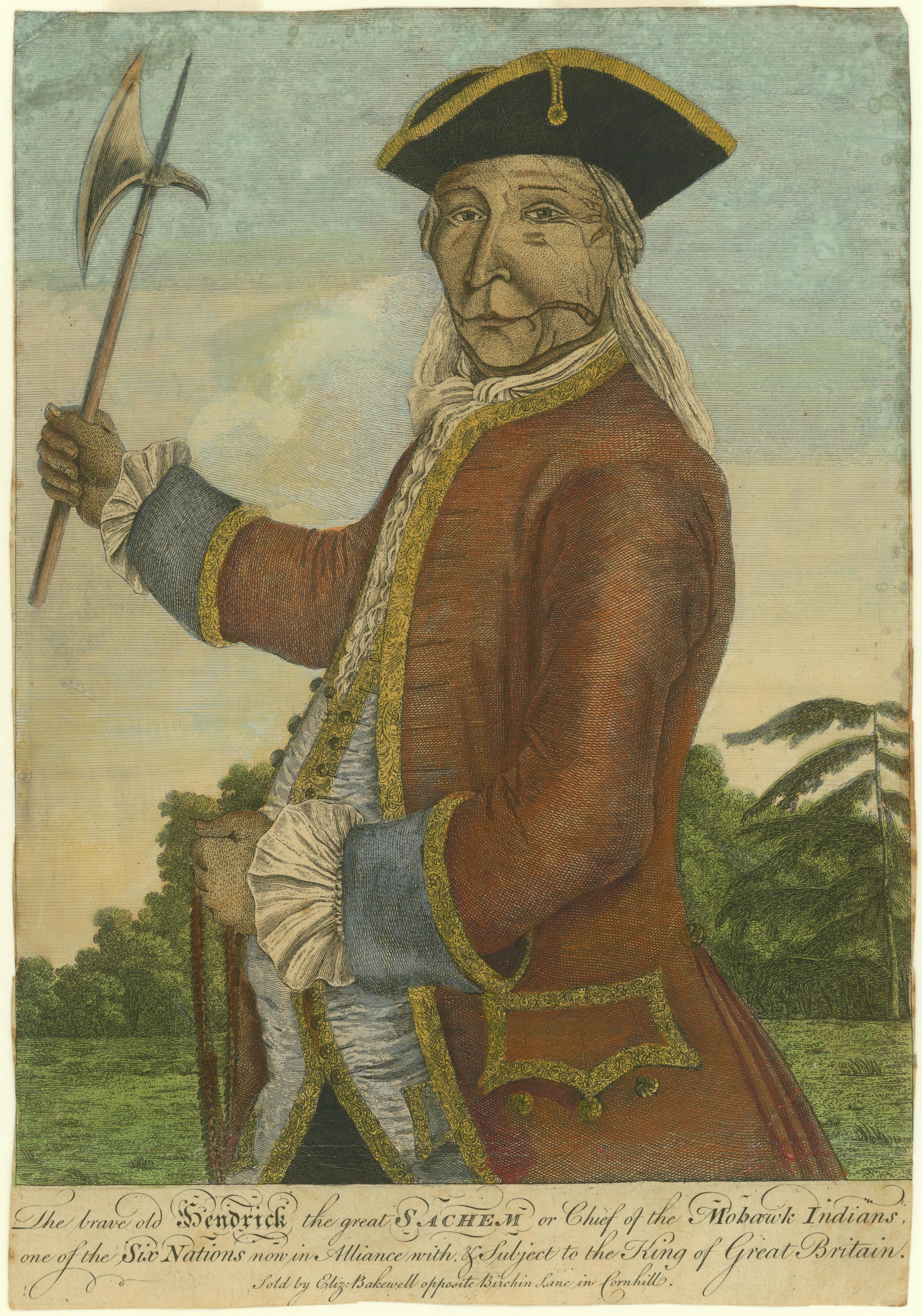
Dieser Kupferstich wurde in London nach Hendricks Tod in der Schlacht von Lake George verkauft. Er trug die Uniform eines britischen Offiziers.

Hendrick Theyanoguin (* um 1691 in Westfield, Massachusetts; † 8. September 1755 in der Schlacht am Lake George), auch Tiyanoga, King Hendrick und nach 1750 Hendrick Peters, war ein einflussreicher Häuptling und Orator der Mohawk, des volkreichsten Stamms im Irokesenbund. Er war Mitglied des Bear Clan (dt. Bärenklan) und lebte zeitweilig in Canajoharie (engl. Upper Mohawk Castle, dt. Obere Mohawk-Burg) in der britischen Kolonie New York. Hendrick war mit Sir William Johnson, dem Superintendent of Indian Affairs, durch eine enge Allianz verbunden.

## Die beiden Hendricks
Es gab bei den Mohawk zwei Stammesführer mit dem gleichen christlichen Vornamen Hendrick, den sie bei ihrer Taufe erhalten hatten, nämlich Hendrick Theyanoguin (1691–1755) und Hendrick Tejonihokarawa (1660–1735). Da man auch beide zeitweilig Hendrick Peters nannte, wurden ihre Biographien bis ins späte 20. Jahrhundert miteinander verwoben. Zum Unterschied: Tejonihokarawa gehörte dem Wolf Clan an und lebte in Tionondaga, dem Lower Castle (dt. Untere Burg), das näher beim heutigen Albany liegt. Gemeinsam mit drei weiteren Mohawk-Häuptlingen besuchte Tejonihokarawa im Jahr 1710 England und Königin Anne. Sie baten die englische Königin, den französischen Einfluss in Nordamerika zu stoppen und englische Missionare zu entsenden. Die Diplomatie der Mohawk stärkte ihren Machterhalt in der kolonialen Periode Nordamerikas.

## Leben
Hendrick Theyanoguin wurde 1691 in Westfield in Massachusetts geboren. Sein Vater war ein Mahican und seine Mutter vom Stamm der Mohawk. Da die Irokesen matrilinear strukturiert waren, wurde Hendrick in ihren Augen zu einem Stammesangehörigen der Mohawk. 1692 wurde er von Godfridius Dellius aus der niederländisch reformierten Kirche getauft. Als Kind trug er den Namen Long Bow (dt. Langer Bogen) und wurde später als Erwachsener Theyanoguin genannt. Bei den Engländern hieß er Hendrick Peters oder King Hendrik, die Franzosen gaben ihm den Namen Tête Blanche (dt. Weißkopf) wegen seiner weißen Haare.
Als junger Mann kam Hendrick zur Mohawk-Siedlung Canajoharie, die von den Engländern Upper Castle genannt wurde. Sie lag am Mohawk River westlich der heutigen Stadt Schenectady im US-Bundesstaat New York. Hier wurde er zum Häuptling des Bear Klans gewählt und war damit gleichzeitig Mitglied des Mohawk Council (dt. Mohawk Stammesrat). Er gehörte allerdings nicht zu den fünfzig Liga-Sachems des Iroquois Grand Council (dt. Großer Rat der Irokesen), in dem alle fünf bzw. sechs Stämme der Irokesen vertreten waren. Theyanoguin bemühte sich, die Allianz der Irokesen mit den Engländern zu festigen und die Neutralität der Irokesen im Dauerkonflikt zwischen Franzosen und Engländern in Nordamerika zu erhalten. So blieb die Irokesenliga im King George’s War (1744–1748) neutral, obwohl viele Mohawk-Krieger die britischen Truppen unterstützen wollten. Conrad Weiser, ein deutscher Einwanderer und erfolgreicher Diplomat zwischen den Kolonisten und Irokesen, besuchte im Juli 1745 Theyanoguin und andere Häuptlinge in Canajoharie.
Am 3. Februar 1745 besuchte der Missionar David Zeisberger Theyanoguin und notierte in seinem Tagebuch, der Indianerkönig sei getauft und hieße Hendrick. Im Jahr 1746 ernannte Gouverneur George Clinton von New York William Johnson zum Commissary of New York Indian Affairs (dt. Kommissar für indianische Angelegenheiten in New York). Johnson war zu dieser Zeit mit Theyanoguin verbündet, das bestätigt sein Aufwandskonto von 1746 bis 1747 mit der Auflistung von entsprechenden Zuwendungen an die Indianer. Im Herbst 1746 reiste Theyanoguin mit einer Mohawk-Delegation nach Montreal. Sie nahmen vom französischen Gouverneur Charles de Beauharnois Geschenke an. Auf dem Rückweg griffen sie einige französische Zimmerleute auf der Insel La Motte am Nordende des Lake Champlain an und töteten sie. Um Theyanoguin zu fangen und zu bestrafen, sandten die Franzosen einen Suchtrupp aus. Allerdings ohne Erfolg, denn der Mohawk-Häuptling und seine Begleitung kehrte wohlbehalten zurück.
Im Franzosen- und Indianerkrieg (Siebenjähriger Krieg) (1754–1763) wurde Johnson beauftragt, eine Expedition gemeinsam mit seinen indianischen Verbündeten gegen Fort Saint-Frédéric zu führen, um den französischen Vormarsch nach Süden zu stoppen. Unter Theyanoguins Kommando standen etwa 300 Mohawk-Krieger, die sich Johnsons Expedition am Lake George anschlossen. Sie beabsichtigten, die Franzosen zu überraschen, wurden jedoch von diesen in eine Falle gelockt. Am 8. September 1755 ritt Theyanoguin auf einem Pferd, das ihm Johnson zur Verfügung gestellt hatte. Das Pferd, von einer Kugel getroffen, stürzte zu Boden und Theyanoguin fand unter französischen Bajonetten den Tod. Die Mohawk verloren in der Schlacht am Lake George zwei Kriegshäuptlinge und dreißig weitere Krieger. Die Briten zogen sich zurück, da sie hohe Verluste erlitten und auch Johnson verwundet wurde. Im Verlauf der Schlacht konnten die Engländer jedoch das französische Expeditionskorps unter dem deutschen General Ludwig August von Dieskau besiegen.